# Aceros corrugatus
Aceros corrugatus là một loài chim trong họ Bucerotidae.

## Hình ảnh

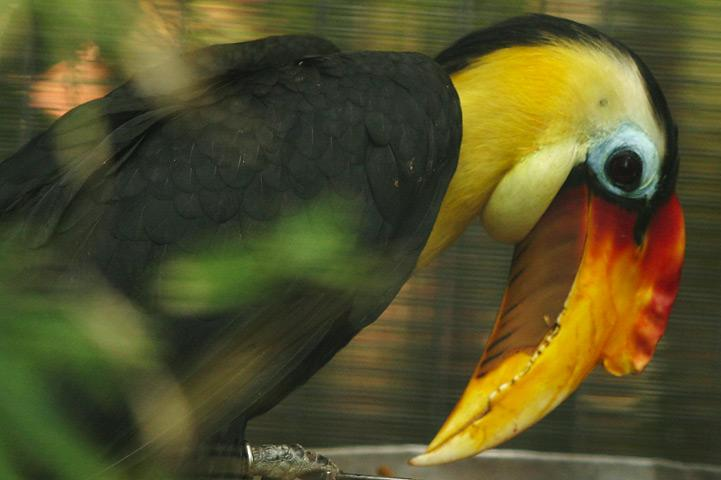
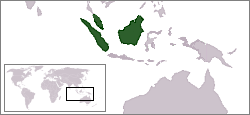
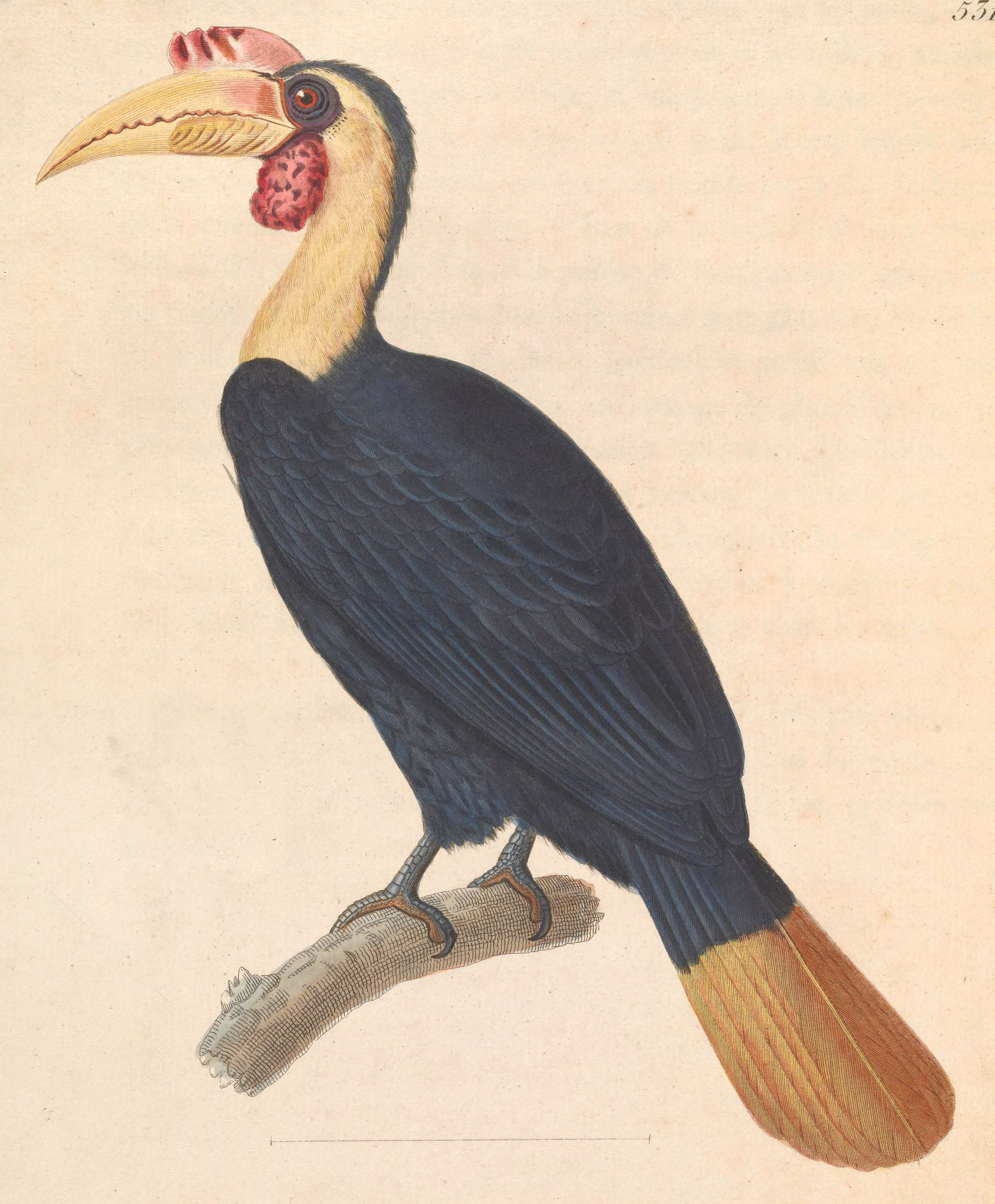
Chim trống